# 16 Dywizja Pancerna (III Rzesza)
16 Dywizja Pancerna (niem. 16. Panzer-Division) – niemiecka dywizja pancerna, uczestniczyła w ataku na Związek Radziecki i walkach z aliantami zachodnimi.

## Historia
Sformowana rozkazem z dnia 1 listopada 1940 roku z przeformowania 16 Dywizji Piechoty i 2 pułku pancernego z 1 Dywizji Pancernej. Początkowo formowana na terenie Niemiec w grudniu 1940 roku zostaje przerzucona na teren Rumunii, gdzie dokończono jej organizację.
W trakcie niemieckiej agresji na państwa bałkańskie znajdowała się w odwodzie Naczelnego Dowództwa Wojsk Lądowych, lecz ostatecznie nie wzięła udziału w walkach.
W czerwcu 1941 roku licząca 158 czołgów dywizja została włączona w skład 1 Armii Pancernej (Grupa Armii Południe), w składzie której wzięła udział w ataku na ZSRR, walcząc w rejonie Żytomierza i Kijowa. W dniu napaści na Związek Radziecki miała do dyspozycji: 44 szt. Pz I, 71 szt. Pz II, 20 szt. Pz III i 8 szt. Pz IV. W 1942 roku walczyła pod Taganrogiem i Charkowem.
W sierpniu 1942 roku weszła w skład 6 Armii i wzięła udział w natarciu na Stalingrad. W wyniku ofensywy radzieckiej została otoczona wraz z innymi oddziałami 6 Armii w Stalingradzie. Walczyła tam do stycznia 1943 roku, gdy została zniszczona a jej resztki skapitulowały przed wojskami radzieckimi.
W marcu 1943 roku podjęto decyzję o jej odtworzeniu, co nastąpiło na terenie okupowanej Francji. W związku z lądowaniem aliantów na Sycylii w czerwcu 1943 roku została przerzucona do Włoch. Początkowo walczyła przeciw armii brytyjskiej pod Tarentem, a we wrześniu 1943 roku przeciw armii USA, które wylądowały pod Salerno. Na początku października kontratakowała brytyjskie pozycje pod Termoli.
W październiku 1943 roku została przerzucona na front wschodni do walki przeciw Armii Czerwonej. Początkowo walczyła na terenie Ukrainy, a następnie wycofała się na terytorium okupowanej Polski. Od sierpnia 1944 roku walczyła w rejonie przyczółka baranowsko sandomierskiego broniąc odcinka frontu między Kurozwękami a Łagowem. Znajdowała się tam do stycznia 1945 roku, kiedy została rozbita w rejonie Drogowli gmina Raków po rozpoczęciu ofensywy styczniowej wojsk radzieckich. Miejscem postoju sztabu dywizji w czasie walk na przyczółku była wieś Potok.
Po wycofaniu z linii frontu została skoncentrowana w rejonie Głogowa i Lubania, wchodząc w skład 4 Armii Pancernej, wtedy też została częściowo uzupełniona. Razem z 72 Dywizją Piechoty zajmowała stanowiska na linii rzeki Krzycki Rów. W lutym jej pozycje zaatakował i przełamał 120 Korpus Strzelecki dowodzony przez gen. Fiodora Daniłowskiego.Następnie walczyła z wojskami radzieckimi i polskimi, które sforsowały Nysę Łużycką. Wzięła udział w bitwie pod Budziszynem. Następnie wycofała się na teren Czechosłowacji, koncentrując się w rejonie Ostrawy. Tam też w maju 1945 roku skapitulowała, część oddziałów wycofało się na teren Austrii i poddało się wojskom amerykańskim.

## Dowództwo dywizji
Dowódcy: 
- gen. por. Hans-Valentin Hube (1940 – 1942)
- gen. por. Günther Angern (1942 – 1943)
- gen. mjr Burkhart Müller-Hillebrand (1943)
- gen. mjr Rudolf Sieckenius (1943)
- gen. mjr Hans-Ulrich Back (1943 – 1944)
- gen. por. Dietrich von Müller (1944 – 1945)
- płk Kurt Treuhaupt (1945)

## Struktura organizacyjna
Skład w 1941:
- 2 pułk pancerny (Panzer-Regiment 2)
- 16 Brygada Strzelców (Schützen-Brigade 16)
  - 64 pułk strzelców (Schützen-Regiment 64)
  - 79 pułk strzelców (Schützen-Regiment 79)
  - 16 batalion motocyklowy (Kradschützen-Bataillon 16)
- 16 pułk artylerii (Artillerie-Regiment 16)
- 16 batalion rozpoznawczy (Aufklärungs-Abteilung 16)
- 16 dywizjon przeciwpancerny (Panzerjäger-Abteilung 16)
- 16 batalion pionierów (Pionier-Bataillon 16)
- 16 batalion łączności (Nachrichten-Abteilung 16)

Skład w 1943: 
- 2 pułk pancerny (Panzer-Regiment 2)
- 64 pułk grenadierów pancernych (Panzer-Grenadier-Regiment 64)
- 79 pułk grenadierów pancernych (Panzer-Grenadier-Regiment 79)
- 16 batalion motocyklowy (Kradschützen-Bataillon 16)
- 16 pułk artylerii pancernej (Panzer-Artillerie-Regiment 16)
- 16 pancerny batalion rozpoznawczy (Panzer-Aufklärungs-Abteilung 16)
- 274 dywizjon artylerii przeciwlotniczej (Heeres-Flak-Artillerie-Abteilung 274)
- 16 dywizjon przeciwpancerny (Panzerjäger-Abteilung 16)
- 16 pancerny batalion pionierów (Panzer-Pionier-Bataillon 16)
- 16 pancerny batalion łączności (Panzer-Nachrichten-Abteilung 16)

Skład w 1945: 
- 2 pułk pancerny
- 64 pułk grenadierów pancernych
- 79 pułk grenadierów pancernych
- 16 pułk artylerii
- 16 pancerny batalion rozpoznawczy
- 274 dywizjon artylerii przeciwlotniczej
- 4 dywizjon niszczycieli czołgów
- 16 pancerny batalion pionierów
- 16 batalion łączności